# Parafia św. Wincentego à Paulo w Surfers Paradise
Parafia św. Wincentego à Paulo w Surfers Paradise – parafia rzymskokatolicka, należąca do archidiecezji Brisbane.
Przy parafii funkcjonuje katolicka szkoła podstawowa św. Wincentego à Paulo.